# 片桐淳至
片桐 淳至（かたぎり あつし、1983年8月1日 - ）は、岐阜県出身のサッカー選手。ポジションはフォワード。

## 来歴
第80回全国高等学校サッカー選手権大会で得点王を獲得し、2002年、岐阜工業高校から名古屋グランパスエイトに入団したが、名古屋では出場機会に恵まれず、2004年はアルゼンチンのクラブを名古屋からのレンタル移籍で渡り歩く。2005年に名古屋に復帰するも出番は無く、シーズン途中にJFLのFCホリコシ（現：アルテ高崎）へレンタル移籍。ホリコシではシーズン途中の加入ながらJリーグと海外リーグを経験した即戦力として重宝され、リーグ戦では10試合に出場し4得点を挙げた。
2006年から、名古屋から東海1部リーグのFC岐阜へ完全移籍。背番号10番を託された岐阜では主力として活躍し、14試合に出場し14得点を記録。その後もエースストライカーとして岐阜のJFL・J2昇格に大きく貢献した。
2009年シーズン途中より、ヴァンフォーレ甲府へ完全移籍。
2010年は前半戦こそ出場機会を得ていたものの、中盤戦以降はコンディションが整わずほとんどピッチに立つことが出来なかった。
2011年は2005年の名古屋時代以来となるJ1の舞台で29試合に出場。チームは1年でのJ2降格となったが、片桐個人としては大きく評価を高めたシーズンとなった。
しかし2012年はわずか12試合の出場にとどまり、同年限りで契約満了に伴い甲府を退団することとなった。
2013年、ラトビア2部リーグのFKアウダの入団テストに参加していたが、契約には至らなかった。8月13日、MIOびわこ滋賀へ移籍。
MIOびわこ滋賀退団後、しばらく浪人状態であったが、2014年6月に引退を発表。同月21日に地元岐阜で引退報告を兼ねてサッカー教室を開催した。
その後、2015年からはアマチュア選手として岐阜県社会人サッカーリーグ1部（当時）の大垣.FC.コーガンズ（現・FC大垣KOGANS）でプレー。また大阪府で清掃業を営んでいた。
2021年から2022年は東海社会人サッカーリーグ2部のFC.Bomboneraの強化部長兼選手としてプレー。
2023年、同クラブのセカンドチームだったFC.Bombonera 2ndから独立した東濃old boysに移籍。

## エピソード
- 高校時代に全国高校サッカー選手権大会得点王に輝いた。その大会でインタビュアーの質問に対して「この大会は僕にとって就職活動の場」と発言した。
- 名古屋グランパスへ入団した1年目から寝坊などで練習への遅刻を5回してしまい[7]、度重なる規律違反に2年目にはクラブから謹慎処分を受けたこともある。
- FC岐阜時代は絶対的エースであり2008年にはチーム内得点王に輝いた。かつてとは異なるピッチ内外での規範的な態度でチームを引っ張るチームの顔でもあった。

## 所属クラブ
ユース経歴
- 島中学校
- 岐阜工業高校

プロ経歴
- 2002年 - 2005年  名古屋グランパスエイト
  - 2004年  CAロサリオ・セントラル (期限付き移籍)
  - 2004年  キルメスAC (期限付き移籍)
  - 2005年  FCホリコシ (期限付き移籍)
- 2006年 - 2009年  FC岐阜
- 2009年 - 2012年  ヴァンフォーレ甲府
- 2013年8月 - 同年12月  MIOびわこ滋賀
- 2015年 - 2020年  大垣.FC.コーガンズ/FC大垣K'
- 2021年 - 2022年  FC.Bombonera
- 2023年 -  東濃old boys

## 個人成績
| 国内大会個人成績 | 国内大会個人成績     | 国内大会個人成績 | 国内大会個人成績 | 国内大会個人成績             | 国内大会個人成績 | 国内大会個人成績 | 国内大会個人成績 | 国内大会個人成績   | 国内大会個人成績   | 国内大会個人成績 | 国内大会個人成績 |
| 年度             | クラブ               | 背番号           | リーグ           | リーグ戦                     | リーグ戦         | リーグ杯         | リーグ杯         | オープン杯         | オープン杯         | 期間通算         | 期間通算         |
| 年度             | クラブ               | 背番号           | リーグ           | 出場                         | 得点             | 出場             | 得点             | 出場               | 得点               | 出場             | 得点             |
| 日本             | 日本                 | 日本             | 日本             | リーグ戦                     | リーグ戦         | リーグ杯         | リーグ杯         | 天皇杯             | 天皇杯             | 期間通算         | 期間通算         |
| ---------------- | -------------------- | ---------------- | ---------------- | ---------------------------- | ---------------- | ---------------- | ---------------- | ------------------ | ------------------ | ---------------- | ---------------- |
| 2002             | 名古屋               | 30               | J1               | 5                            | 0                | 5                | 1                | 0                  | 0                  | 10               | 1                |
| 2003             | 名古屋               | 30               | J1               | 0                            | 0                | 0                | 0                | 0                  | 0                  | 0                | 0                |
| アルゼンチン     | アルゼンチン         | アルゼンチン     | アルゼンチン     | リーグ戦                     | リーグ戦         | リーグ杯         | リーグ杯         | アルヘンティーナ杯 | アルヘンティーナ杯 | 期間通算         | 期間通算         |
| 2003-04          | ロサリオ・セントラル |                  | プリメーラ       |                              |                  |                  |                  |                    |                    |                  |                  |
| 2004-05          | キルメス             |                  | プリメーラ       |                              |                  |                  |                  |                    |                    |                  |                  |
| 日本             | 日本                 | 日本             | 日本             | リーグ戦                     | リーグ戦         | リーグ杯         | リーグ杯         | 天皇杯             | 天皇杯             | 期間通算         | 期間通算         |
| 2005             | 名古屋               | 30               | J1               | 0                            | 0                | 0                | 0                | -                  | -                  | 0                | 0                |
| 2005             | ホリコシ             | 33               | JFL              | 10                           | 4                | -                | -                | 3                  | 2                  | 13               | 6                |
| 2006             | 岐阜                 | 10               | 東海1部          | 14                           | 14               | -                | -                | 3                  | 1                  | 17               | 15               |
| 2007             | 岐阜                 | 10               | JFL              | 32                           | 7                | -                | -                | 2                  | 0                  | 34               | 7                |
| 2008             | 岐阜                 | 10               | J2               | 39                           | 9                | -                | -                | 2                  | 0                  | 41               | 9                |
| 2009             | 岐阜                 | 10               | J2               | 18                           | 2                | -                | -                | -                  | -                  | 18               | 2                |
| 2009             | 甲府                 | 33               | J2               | 17                           | 0                | -                | -                | 3                  | 1                  | 20               | 1                |
| 2010             | 甲府                 | 20               | J2               | 15                           | 3                | -                | -                | 0                  | 0                  | 15               | 3                |
| 2011             | 甲府                 | 20               | J1               | 29                           | 1                | 2                | 0                | 1                  | 0                  | 32               | 1                |
| 2012             | 甲府                 | 8                | J2               | 12                           | 1                | -                | -                | 0                  | 0                  | 12               | 1                |
| 2013             | びわこ滋賀           | 19               | JFL              |                              |                  | -                | -                |                    |                    |                  |                  |
| 通算             | 日本                 | 日本             | J1               | 34                           | 1                | 7                | 1                | 1                  | 0                  | 42               | 2                |
| 通算             | 日本                 | 日本             | J2               | 101                          | 15               | -                | -                | 7                  | 0                  | 108              | 15               |
| 通算             | 日本                 | 日本             | JFL              | 42                           | 11               | -                | -                | 5                  | 2                  | 47               | 13               |
| 通算             | 日本                 | 日本             | 東海1部          | 14                           | 14               | -                | -                | 3                  | 1                  | 17               | 15               |
| 通算             | アルゼンチン         | アルゼンチン     | プリメーラ       | \|\|\|\|\|\|\|\|\|\|\|\|\|\| |                  |                  |                  |                    |                    |                  |                  |
| 総通算           | 総通算               | 総通算           | 総通算           | 191                          | 41               | 7                | 1                | 16                 | 3                  | 202              | 45               |

- J1初出場 - 2002年9月14日 J1・2ndステージ 第3節 ジェフユナイテッド市原戦
- J2初出場 - 2008年3月9日 J2 第1節 ヴァンフォーレ甲府戦
- J2初得点 - 2008年4月12日 J2 第7節 アビスパ福岡戦

## タイトル
- 全国高校サッカー選手権大会得点王 : 2001